# Kasztrióta Ferdinánd albán herceg
Kasztrióta Ferdinánd (Nápolyi Királyság, ? – Nápolyi Királyság, 1561. december 27.), olaszul: Ferrante Castriota Scanderbeg 2° Duca di San Pietro in Galatina e Signora di Salignano, Aradeo, Bagnolo e Torrepadula, albánul: Ferrante Kastrioti princ shqiptar, latinul: Ferdinandus Castriota, a Nápolyi Királyságban fekvő San Pietro in Galatina hercege, velencei patrícius. II. Manuél bizánci császár ükunokája, Kasztrióta György albán fejedelem és II. (Brankovics) Lázár szerb despota unokája, I. Sarolta ciprusi királynő másodfokú unokatestvérének, Brankovics Irén albán fejedelemnének a fia, Aragóniai Beatrix magyar királyné másodfokú unokatestvérének, Acquaviva-Aragóniai Belizár conversanói grófnak a veje, IV. Iván orosz cár másodfokú unokatestvére és V. István magyar király 9. (generációs) leszármazottja, valamint Wittelsbach Erzsébet magyar királyné 10. generációs felmenője. Nevét I. Ferdinánd nápolyi király tiszteletére kapta. A Kasztrióta-ház utolsó, törvényes házasságból született férfi tagja.

## Élete
Kasztrióta György albán fejedelem (Szkander bég) unokája.
Szkander bég fia és utóda az Albán Fejedelemség élén, Kasztrióta János (?–1514) 1468-ban a családjával,  és híveivel a Nápolyi Királyság területére, I. Ferdinánd nápolyi királynak, Aragóniai Beatrix magyar királyné apjának az udvarába menekült az oszmán-török megszállás miatt, és ott a San Pietro in Galatina hercegi címét nyerték el. Szkander bég dédunokája, Kasztrióta-Szkanderbég Irén mivel apjának egyetlen törvényes, házasságából született gyermeke volt, San Pietro in Galatina hercegnője és az „albán királyi cím” örököse lett.
Felesége Adriana Acquaviva d’Aragona (?–1568), Belizár (Belisario) (1464–1528), conversanói grófnak, Nardò hercegének és Aragóniai Beatrix magyar királyné másodfokú unokatestvérének, valamint Sanseverino Sveva bisiganói hercegnőnek a lányaként Sanseverino Bernát (1470–1516) bisignanói hercegnek, Irén apósának az unokahúga.
Lányuk, Irén 1539-ben feleségül ment Sanseverino Péter Antalhoz (1500 körül–1559), a Nápolyi Királyságban fekvő Bisignano hercegéhez, aki az anyjának volt az elsőfokú unokatestvére, hiszen Irén anyjának az anyai nagyapja és Irén férjének az apai nagyapja Girolamo (Jeromos) (1448 körül–1487), Bisignano hercege volt.
Irén volt férjének a harmadik felesége, akinek még nem született fiú örököse, csak két lánya volt a korábbi házasságából és egy természetes lánya, aki később Irén egyik féltestvéréhez, apjának egyik házasságon kívül született fiához ment feleségül.
Irén két gyermeket szült. Világra hozta férjének a várva-várt fiú örököst, és a lánya, Viktória révén Szkander bég utódai közül kerültek ki leányágon többek között Wittelsbach Erzsébet magyar királyné és a belga királyi ház ma élő tagjai is.
Anyja három évvel élte túl Irént.

## Gyermekei
- Feleségétől, Adriana Acquaviva d’Aragona (?–1568) hercegnőtől, Belizár (Belisario) (1464–1528), conversanói grófnak a lányától, 1 leány: 
  - Irén (1528–1565) albán hercegnő, San Pietro in Galatina hercegnője, férje Sanseverino Péter Antal (1500 körül–1559) bisignanói herceg, 2 gyermek: 
    - Miklós Bernát (1541–1606), Bisignano hercege, felesége Della Rovere Izabella (1554–1619) urbinói hercegnő, 1 fiú+2 természetes leány, összesen 3 gyermek:
      - (házasságából): Sanseverino Ferenc Teodor (1579–1595), Chiaromonte grófja, nem nősült meg, gyermekei nem születtek
      - (házasságon kívüli kapcsolatából): Sanseverino Irén (?–1597), férje Bernardino Milizia, Santa Sofia bárója, gyermekei nem születtek
      - (házasságon kívüli kapcsolatából): Sanseverino Júlia, férje N. N., 1 fiú

    - Viktória, férje II. (Capuai) Ferdinánd (?–1614), Termoli hercege a Nápolyi Királyságban, 1 fiú:
      - Capuai Péter Antal (?–1614 után), Termoli hercege, felesége Frangepán Bernardina della Tolfa (?–1594), 5 gyermek, többek között:
        - Capuai Viktória (1587–1648), férje Pignatelli Ferenc (1580–1645), Bisaccia hercege, 2 fiú, többek között:
          - Pignatelli Ferenc (?–1681), Bisaccia hercege, felesége Chiara del Guidice, 2 gyermek, többek között:
            - Pignatelli Miklós (1658–1719), Bisaccia hercege, felesége Maria Clara Angelica van Egmont (1661–1714), 2 gyermek, többek között:
              - Pignatelli Mária Franciska (1696–1766), Bisaccia hercegnője, férje Ligne-i Lipót Fülöp (1690–1754), Arenberg hercege, 6 gyermek, többek között:
                - Ligne-i Károly (1721–1778), Arenberg hercege, felesége Marcki Lujza Margit (1730–1820), Schleiden grófnője, 8 gyermek, többek között: 
                  - Ligne-i Lajos (1757–1795) arenbergi herceg, 1. felesége Anne de Mailly-Nesle (1766–1789), Ivry-sur-Seine úrnője, 1 leány, 2. felesége Jelizaveta Boriszovna Sahovszkaja (1773–1796) hercegnő, 1 leány, összesen 2 leány, többek között:
                    - (1. házasságából): Ligne-i Amália (1789–1823) arenbergi hercegnő, férje Wittelsbach Piusz Ágost (1786–1837), herceg Bajorországban, 1 fiú:
                      - Wittelsbach Miksa József (1808–1888), herceg Bajorországban, felesége Mária Ludovika Vilma (1808–1892) bajor királyi hercegnő, 9 gyermek, többek között:
                        - Wittelsbach Erzsébet magyar királyné (1837–1898)
                        - Wittelsbach Károly Tivadar (1839–1909) herceg Bajorországban, 1. felesége Wettin Zsófia (1845–1867) szász királyi hercegnő, 1 leány, 2. felesége Mária Jozefa (1857–1943) portugál királyi hercegnő, 5 gyermek, összesen 6 gyermek, többek között:
                          - (2. házasságából): Wittelsbach Erzsébet (1876–1965), férje I. Albert (1875–1934) belga király, 3 gyermek, többek között:
                            - III. Lipót belga király (1901–1983)

                        - Wittelsbach Mária Zsófia (1841–1925) nápoly–szicíliai királyné, férje II. Ferenc nápoly–szicíliai király (1836–1894), 1 leány+2 természetes gyermek, összesen 3 gyermek
- Házasságon kívüli kapcsolatából vagy kapcsolataiból, 7 fiú:
  - Pardo, felesége Antonella Stefagnoli, 6 gyermek
  - Achilles (?–1591), Cassano helytartója, felesége Sanseverino Izabella, aki a sógorának, Sanseverino Péter Antalnak a természetes lánya, 2 fiú
  - Ferdinánd, idősebb, felesége N. N., 1 fiú:
  - Alfonz
  - Pál
  - János
  - Ferdinánd, ifjabb